# Leva fascista
La Leva fascista fu istituita in Italia durante il regime fascista. Essa organizzava l’atto di passaggio tra i vari livelli organizzativi giovanili secondo cui era strutturato il modello educativo fascista, ed aveva come atto terminale l'iscrizione nel Partito Nazionale Fascista (PNF).
(ART. 19 dello Statuto del Partito Nazionale Fascista (1938))
Essa consisteva nel contemporaneo passaggio:
- dei figli della lupa nelle file dei Balilla e delle piccole italiane;
- delle piccole italiane nelle file delle giovani italiane;
- dei Balilla nelle file degli avanguardisti;
- delle giovani italiane nelle file delle giovani fasciste;
- degli avanguardisti nelle file dei giovani fascisti o nei gruppi universitari fascisti (GUF);
- delle giovani fasciste nei fasci femminili;
- dei gruppi universitari fascisti e dei giovani fascisti nel PNF e nella Milizia volontaria per la sicurezza nazionale.

Fu attiva in maniera obbligatoria tra il 1927 (conseguentemente alla revisione attuata nel 1926 dello Statuto del P.N.F.) e il 1943 (anno della caduta del fascismo).
La Leva fascista si celebrava in maniera solenne il 24 maggio, nell'anniversario dell'entrata in guerra dell'Italia durante la prima guerra mondiale; successivamente la data venne spostata al 16 ottobre, data di inizio dell'anno scolastico. A partire dal 1934, nello stesso giorno aveva luogo in tutti i Comuni la Festa ginnastica nazionale, organizzata da O.N.B. e Piccole Italiane, ove questi ultimi si esibivano in esercizi ginnici seguendo gli ordini trasmessi per radio da un istruttore dell'O.N.B. che li guidava dal Foro Mussolini in Roma; successivamente la data venne spostata all'ultima domenica di maggio.
Le tessere del P.N.F. venivano consegnate ai ragazzi ed alle ragazze provenienti dalla Leva fascista, con cerimonia solenne nella sede di ogni Fascio, il 21 aprile (festa ufficiale del fascismo che celebrava il Natale di Roma, anniversario della fondazione della città). I nuovi iscritti prestavano il giuramento davanti al segretario politico con la formula:
Nella stessa giornata accedevano automaticamente al corso di "istruzione premilitare" necessario per ottenere l'idoneità all'iscrizione alla Milizia Volontaria per la Sicurezza Nazionale (camicie nere).